# Lugis

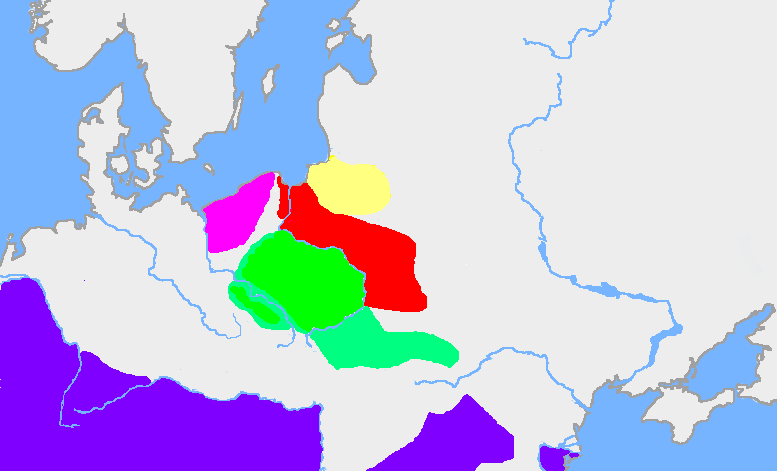
Extensió de la zona dels lugis (en verd)

Els lugis o ligis (en llatí lugii, ligii o lygii, en grec antic Λούγιοι, Λούιοι, Λύγιοι) era el nom genèric de diverses petites tribus del nord-est de Germània, totes elles de probable origen sueu, segons Estrabó, Claudi Ptolemeu i Tàcit. Els antics els anomenen una nació germànica, però no hi ha dubte que eren parcialment eslaus barrejats amb els sueus i altres pobles germànics. Aquestes tribus, que dels lugis es van dir lugions, van originar els vàndals.
L'arrel "lug" en alemany antic vol dir "fusta" o "maresma" i volia dir el mateix en eslau (encara existeix avui en alguna llengua eslava). Per això se suposa que eren originaris de les planes del Vístula i de l'Òder.
La primera vegada que es mencionen es trobaven dins de la confederació dirigida pel rei Marabodus i formada pels marcomans i els hermundurs. Després de la revolta dels quades contra el rei Vanni l'any 50, els lugis i els hermundurs van seguir units i van lluitar contra la penetració romana a Germània, segons diu Tàcit.
En temps de Domicià, cap a l'any 84, van fer la guerra als quades, els seus veïns, que van demanar ajut a Roma en debades, diu Dió Cassi. Després d'això els lugis no tornen a ser esmentats i és possible que es dissolguessin dins les tribus dels gots, fins que reapareixen com a vàndals al segle ii.
Tàcit esmenta com a tribus dels lugis als arii (aris), als helvecones (helvecons), als manimi (manims), als elysii o helisii (helisis), i als naharvali (naharvals). Claudi Ptolemeu parla també dels omanni (omans), duni (dunis) i buri (buris)
Les tribus estaven unides per un centre comú de culte, que sembla que era al territori dels navarhals. El seu déu principal era Alci, del que no se'n feien imatges. Tàcit diu que els seus ritus religiosos no tenien cap influència estrangera.